# Hội đồng Phụ nữ lãnh đạo thế giới

Hội đồng Phụ nữ lãnh đạo thế giới

Hội đồng Phụ nữ lãnh đạo thế giới (tiếng Anh: Council of Women World Leaders) là một tổ chức gồm các phụ nữ đương kim và cựu tổng thống cũng như thủ tướng của các nước, được thành lập năm 1996 bởi Vigdís Finnbogadóttir, tổng thống Iceland (1980-1996) và là phụ nữ đầu tiên trên thế giới được bầu làm tổng thống theo cách dân chủ. Laura Liswood làm tổng thư ký.
Nhiệm vụ của Hội đồng là huy động các phụ nữ lãnh đạo cấp cao nhất trên toàn cầu cho hành động tập thể về các vấn đề có tầm quan trọng quyết định đối với phụ nữ. Thông qua mạng lưới của hội đồng, các hội nghị thượng đỉnh do Hội đồng tổ chức và các quan hệ đối tác, Hội đồng thúc đẩy việc quản trị tốt và bình đẳng giới tính, cùng tăng cường kinh nghiệm dân chủ trên toàn cầu bằng cách tăng số lượng, hiệu quả, và sự hiện diện thấy rõ của những phụ nữ lãnh đạo đất nước của họ.
Trong mục tiêu tập họp các phụ nữ ở cấp lãnh đạo cao nhất, năm 1998 Hội đồng đã tăng cường các hoạt động của mình bằng cách đưa thêm cả các nữ bộ trưởng vào hội đồng. Wallström Margot - đại diện đặc biệt của Tổng thư ký Liên Hợp Quốc về vấn đề bạo lực tình dục và xung đột - là Chủ tịch ban Sáng kiến cấp bộ trưởng. Ban này nhằm thúc đẩy việc trao đổi các vấn đề toàn cầu cấp Bộ, xác định và suy nghĩ tìm cách giải quyết những thách thức đặc biệt mà phụ nữ lãnh đạo cấp bộ phải đối mặt, và tăng sự hiện diện của họ cả trên bình diện quốc gia lẫn quốc tế. Để có ảnh hưởng lớn nhất, các nữ Bộ trưởng trong Ban Sáng kiến cấp bộ được tổ chức thành các chức bộ trưởng khác nhau. Hội đồng đã triệu tập nhiều cuộc họp cấp cao của các nữ bộ trưởng môi trường, tài chính, phát triển, y tế, tư pháp, văn hóa, và bộ các vấn đề phụ nữ. Các cuộc họp này đã tạo ra một không gian độc đáo cho các nữ bộ trưởng chia sẻ những thực hành tốt nhất từ kinh nghiệm của các nước phát triển và đang phát triển và để hình thành một lực lượng mạnh mẽ và thống nhất cho sự thay đổi chính sách, với một triển vọng về (bình đẳng) giới tính.
Hiện nay, Tarja Halonen, tổng thống Phần Lan (từ năm 2000-), làm Chủ tịch Hội đồng.

## Các thành viên

### Hiện nay
- Michelle Bachelet Tổng thống, Chile, 2006–2010
- Gro Harlem Brundtland Thủ tướng, Na Uy, 1981, 1986–89, và 1990–96
- Micheline Calmy-Rey Tổng thống, Thụy Sĩ, 2007,2011
- Suzanne Camelia-Romer Thủ tướng, Antille thuộc Hà Lan, 1993, 1998–99
- Kim Campbell Thủ tướng, Canada, 1993
- Violeta B. de Chamorro Tổng thống, Nicaragua, 1990–96
- Laura Chinchilla Miranda Tổng thống, Costa Rica, 2010-2014
- Tansu Çiller Thủ tướng, Thổ Nhĩ Kỳ, 1993–96
- Helen Clark Thủ tướng, New Zealand, 1999-08
- Edith Cresson Thủ tướng, Pháp, 1991–92
- Luísa Dias Diogo Thủ tướng, Mozambique, 2004–10
- Ruth Dreifuss Tổng thống, Thụy Sĩ, 1999
- Vigdís Finnbogadóttir Tổng thống, Iceland, 1980–96
- Julia Gillard Thủ tướng, Úc, 2010-tới nay
- Pamela F. Gordon Thủ tướng, Bermuda, 1997–98
- Dalia Grybauskaite Tổng thống, Cộng hòa Litva, 2009
- Tarja Halonen Tổng thống, Phần Lan, 2000–2012
- Sheikh Hasina Thủ tướng, Bangladesh, 1996–01 và 2009–2024
- Ellen Johnson Sirleaf Tổng thống, Liberia, 2005–2018
- Emily de Jongh-Elhage Thủ tướng, Antille thuộc Hà Lan, 2006–2010
- Cristina Fernández de Kirchner Tổng thống, Argentina, 2007-2015
- Mari Kiviniemi Thủ tướng, Phần Lan, 2010-2011
- Jadranka Kosor Thủ tướng, Croatia, 2009-2011
- Chandrika Kumaratunga Tổng thống, Sri Lanka, 1994-05
- Doris Leuthard Tổng thống, Thụy Sĩ 2010-2019
- Maria Liberia-Peters Thủ tướng, Antille thuộc Hà Lan, 1984–86, 1988–94
- Gloria Macapagal-Arroyo Tổng thống, Philippines, 2001–2010
- Mary McAleese Tổng thống, Ireland, 1997–2011
- Beatriz Merino Thủ tướng, Peru, 2003
- Angela Merkel Thủ tướng, Đức, 2005–2021
- Mireya Moscoso Tổng thống, Panama, 1999-04
- Maria das Neves Thủ tướng, São Tomé và Príncipe, 2002–04
- Kamla Persad-Bissessar Thủ tướng, Trinidad và Tobago, 2010-tới nay
- Michèle Pierre-Louis Thủ tướng, Haiti, 2008-09
- Kazimira Prunskienė Thủ tướng, Litva, 1990–91
- Iveta Radičová Thủ tướng, Slovakia, 2010-tới nay
- Mary Robinson Tổng thống, Ireland, 1990–97
- Dilma Rousseff Tổng thống, Brasil, 2011–2016
- Jenny Shipley Thủ tướng, New Zealand, 1997–99
- Jóhanna Sigurðardóttir Thủ tướng, Iceland, 2009-tới nay
- Portia Simpson Miller Thủ tướng, Jamaica 2006-07, 2011-tới nay
- Jennifer Meredith Smith Thủ tướng, Bermuda, 1998-03
- Hanna Suchocka Thủ tướng, Ba Lan, 1992–93
- Yulia Tymoshenko Thủ tướng, Ukraine, 2005, 2007–2010
- Vaira Vike-Freiberga Tổng thống, Latvia, 1999-07
- Begum Khaleda Zia Thủ tướng, Bangladesh, 1991–96 và 2001–06

### Đã từ trần
- Corazon Aquino Tổng thống, Philippines, 1986-92 từ trần 2009
- Benazir Bhutto Thủ tướng, Pakistan, 1988–90, 1993–96 từ trần 2007
- Sirimavo Bandaranaike Thủ tướng, Sri Lanka 1960-65, 1970–77, 1994–2000, từ trần 2000
- Dame Eugenia Charles Thủ tướng, Dominica, 1980–95, từ trần 2005
- Janet Jagan Tổng thống, Guyana, 1997–99, từ trần 2009
- Maria de Lourdes Pintasilgo Thủ tướng, Bồ Đào Nha, 1979–80, từ trần 2004

## Không/chưa gia nhập hội đồng
- Yingluck Shinawatra Thủ tướng, Thái Lan, 2011-2014
- Megawati Sukarnoputri Tổng thống, Indonesia, 2001-2004
- Margaret Thatcher Thủ tướng, Vương quốc Anh, 1979-1990
- Helle Thorning-Schmidt Thủ tướng, Đan Mạch, 2011-